# Викривлений добуток
Викривлений добуток риманових, а також псевдориманових многовидів — узагальнення прямого добутку.

## Означення
Нехай {\displaystyle B=(B,g)} і {\displaystyle F=(F,h)} — два псевдориманових многовида і {\displaystyle f\colon B\to \mathbb {R} } гладка позитивна функція. Тоді добуток {\displaystyle B\times F} з метрикою {\displaystyle g\oplus (f^{2}\cdot h)} називається викривленим добутком {\displaystyle B=(B,g)} і {\displaystyle F=(F,h)} за функцією {\displaystyle f}. Точніше, дотичний простір {\displaystyle \mathrm {T} _{(b,x)}(B\times F)} можна ідентифікувати з добутком дотичних просторів {\displaystyle \mathrm {T} _{b}B\times \mathrm {T} _{x}F} і значить на ньому можна розглянути пряму суму квадратичних форм {\displaystyle g\oplus (f^{2}\cdot h)}, вона і визначається як метричний тензор в точці {\displaystyle (b,x)}.
Викривлений добуток {\displaystyle (B\times F,g\oplus (f^{2}\cdot h))} зазвичай позначається {\displaystyle F{\mathrel {{\times }_{f}}}B}.
Функція {\displaystyle f} також називається функцією викривлення.
Простір {\displaystyle B=(B,g)} називається базою, а простір {\displaystyle B=(B,g)} — шаром викривленого добутку.